# آوگوست هایم
آوگوست هایم (انگلیسی: August Heim; ۱۳ مارس ۱۹۰۴ – ۸ مهٔ ۱۹۷۶) شمشیرباز اهل آلمان بود.
وی در مسابقات کشوری و بین‌المللی در مجموع برندهٔ ۲ مدال برنز شده‌است.